# Scott Wolf
Scott Richard Wolf (Boston, Massachusetts; 4 de junio de 1968) es un actor estadounidense, conocido por sus papeles en las series de televisión Party of Five, como Bailey Salinger, o en Everwood, como el Dr. Jake Hartman. También apareció en la serie de ciencia ficción V como el ambiguo periodista Chad Decker.

## Series
- Salvados por la campana - 1990-1992
- Kids Incorporated - 1 episodio, 1991
- La familia Newton - 1993
- Parker Lewis nunca pierde - 1 episodio, 1993
- The Commish - 1 episodio, 1993
- Party of Five - 1994-2000
- MADtv - 1 episodio, 1995
- Saturday Night Special - 1996
- El tiempo de tu vida - 2 episodios, 1999 (voz)
- ¡Cámara y acción! - 1 episodio, 1999
- Spin City: Loca alcaldía - 2001
- Everwood - 2004-2006
- The nine - 2006-2007
- C,S,I New York - 1 episodio, 2008
- V - 2009-2011
- NCIS 2011-2012 . Temporada 9 , 3 episodios. Jonathan Cole/Casey Stratton
- Kaijudo - 2012-2013 (voz)
- Perception - 2012-2015
- The Night Shift - 2014-2017
- BoJack Horseman - 1 episodio, 2015
- Voltron: Legendary Defender - 2016 (voz)
- Nancy Drew - 2019 ( Carson Drew)

## Películas
- Tortugas ninja - 1990
- Todo lo que quiero para navidad - 1991
- Yesterday Today - 1992
- Los jóvenes Bonnie and Kle - 1993
- Double Dragon - 1994
- Tormenta Blanca - 1996
- La fuerza del cariño 2 - 1996
- Welcome to Hollywood  - 1998
- Viviendo sin límites - 1999
- La dama y el vagabundo II - 2001 (voz)
- Jenifer - 2001
- Love Thy Neighbor - 2002
- Los últimos días de Emmett Young  - 2002
- Rubbing Charlie - 2003
- Picking Up & Dropping Of - 2003
- Kat Plus One - 2004
- Love Thy Neighbor  - 2005
- Making It Legal - 2007
- Joey Dakota - 2012
- The Volunter - 2013
- Imagine - 2013
- Such Good People - 2014
- 37, a Final Promise - 2014
- Un nuevo amor para Valentine - 2015

## Vida personal
Wolf se comprometió con Alyssa Milano en 1993. La pareja se separó después de un año y medio.
En 2002, Wolf comenzó a salir con Kelly Marie Limp, una alumna del programa de la MTV The Real World: New Orleans, después de la reunión a través de un amigo mutuo, Joel Goldman en Nueva York. Se casaron el 29 de mayo de 2004, y tienen una casa en Santa Mónica,
California.
Su primer hijo, Jackson Kayse, nació en 2009.
El 19 de mayo de 2012, Wolf anunció en Twitter que él y su esposa estaban esperando su segundo hijo, William Miller, nacido el 10 de noviembre de 2012.